# Ülker
Ülker est une multinationale agroalimentaire turque. Fondée en 1944 par Sabri et Asim Ülker, son cœur de métier est la fabrication de biscuits et, plus généralement, produits chocolatés halal. D'autres branches se sont greffées, alors que le groupe se développe à l'international vers le milieu des années 1970. Les exportations ont démarré vers les riches voisins du Moyen-Orient (Koweït, Arabie saoudite), avant d'investir plus tard en Europe de l'Est (Roumanie, Ukraine).
Ülker détient plus de 50 unités de production en Turquie et est présent à la fin des années 2000, en plus des pays précités, au Kazakhstan, Pakistan, Égypte, Algérie. Le groupe, qui siège à Istanbul et emploie plus de 30 000 salariés, est aujourd'hui dirigé par Murat Ülker. Les produits, diffusés dans une centaine de pays pour un chiffre d'affaires dépassant 7,5 milliards de dollars en 2008.[réf. nécessaire]

## Histoire
En 1989, alors que Ülker s'est diversifiée en créant Topkapı Makine, une entité fabricant des machines pour la confection de biscuits, la famille Ülker crée une holding pour regrouper les différentes activités.
En 2016, Yildiz regroupe toutes ses entreprises de biscuits et de confiserie au sein d'une nouvelle filiale, nommée pladis.

## Gamme de produits

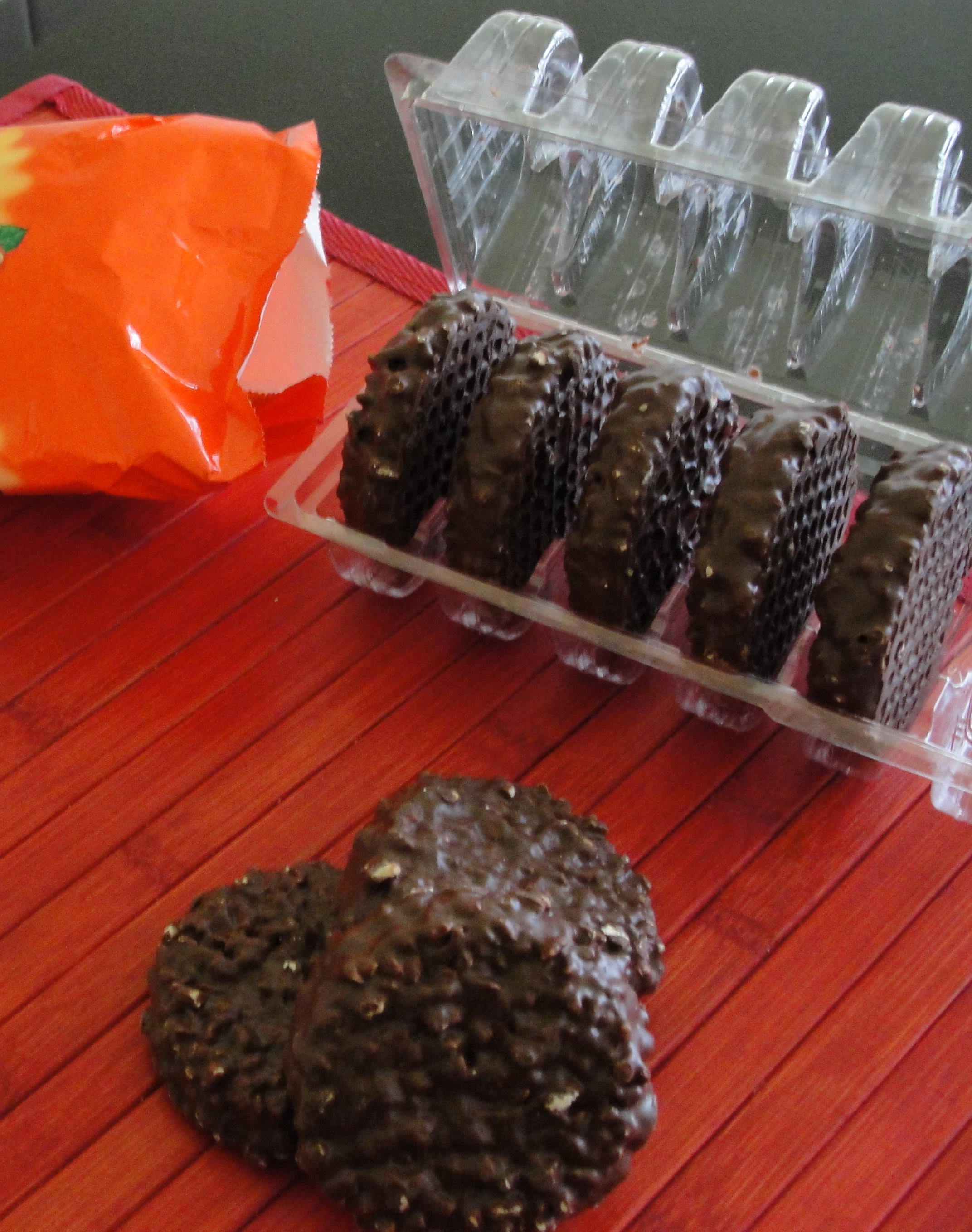
Biscuits Ülker Çokonat (2010).

En plus des biscuits et chocolats, Ülker opère dans le domaine des boissons gazeuses (Cola Turka), biscuits salés (crackers), chewing-gums, cafés, crèmes glacées, soupes en sachet, aliments pour nourrisson...
En France, et plus largement Europe occidentale, on trouve ces produits dans les épiceries spécialisées (échoppes turques, moyen-orientales), grâce à ses distributeurs exclusifs, Akar Nord et Akar Sud France.
Ülker possède également des divisions immobilier, finance, etc.

## Partenariats
Le confiseur touche une audience plus large, majoritairement jeune et enthousiaste, à partir des années 1990 : les fans de basket-ball, sport extrêmement populaire en Turquie. La firme a parrainé de 1993 à 2006 l'Ülker İstanbul, qui s'est forgé un brillant palmarès national et a participé régulièrement aux joutes européennes, faisant connaître le nom Ülker sur tout le continent. Depuis 2006, Ülker sponsorise un autre club, le Fenerbahçe Ülker.